# Playmaker

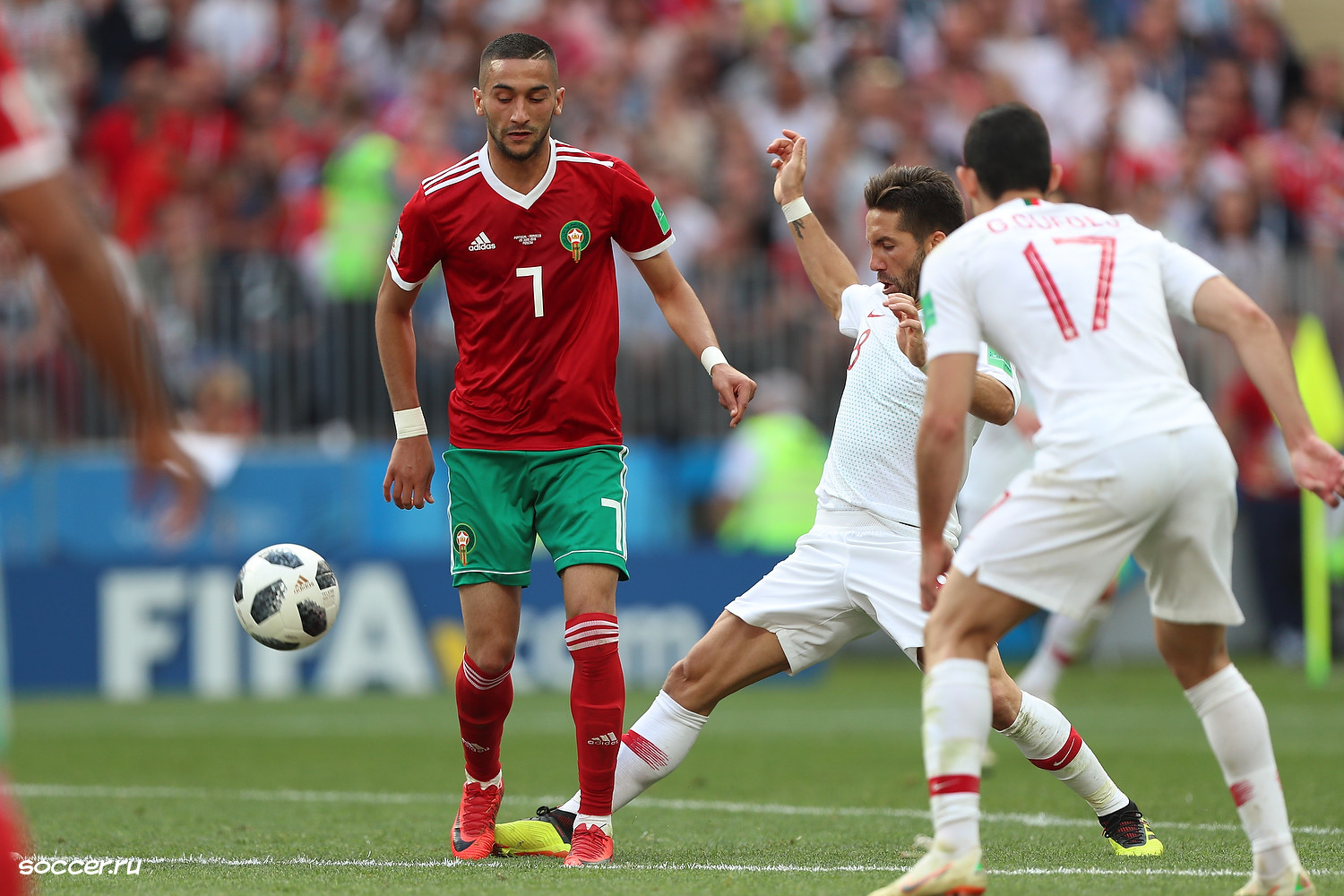
El creador de juego ofensivo Hakim Ziyech (con el número 7) —en la imagen representando a — jugando contra en la Copa Mundial de Fútbol de 2018.

En el fútbol, creador de juego es un concepto genérico usado para referirse a un jugador que controla el flujo de juego del equipo y, normalmente, los movimientos tácticos defensivos y ofensivos de este que lleven al gol, todo esto a través de su visión, técnica, control, creatividad y habilidad de pase.
En el fútbol inglés, el término se suele usar indistintivamente con el de mediocampista ofensivo, sin embargo, no todos los creadores de juego se limitan a la posición del mediocampo. Con numerosos creadores de juego desempeñándose en diversas posiciones en el terreno de juego, tanto en labores ofensivas como defensivas, yendo desde extremos y segundos delanteros, centrocampistas más puros, alternando entre el ataque y la organización de jugadas en el campo, o en un rol más libre, profundizado detrás de la línea del mediocampo. Sin embargo, la mayoría de creadores de juego no suelen destacar por sus habilidades defensivas, estando comúnmente acompañados de un mediocentro defensivo.

## Características
Tal vez, la cualidad más importante de un mediocentro organizador sea la capacidad de leer el juego, y ocupar una buena posición para hacer efectiva la recepción y distribución del balón. Debe saber cuándo hay que bajar el ritmo del partido —aguantando el balón o tocando en defensa— y cuándo es el momento de imprimir más velocidad al balón —dar pases en ataque y abrir el campo—. La intuición es otro elemento clave del buen mediocentro creador de juego, ya que necesita saber dónde está cada jugador y cuál es la mejor opción de pase sin tener mucho tiempo para detener el balón. Tiene que tomar decisiones en décimas de segundo. Un buen organizador es capaz de mantener la posesión esperando los desmarques de sus compañeros en ataque.
El papel del mediapunta es básicamente proporcionar o facilitar una asistencia. En terminología futbolística, este concepto es a menudo conocido como el 'último pase' y se registra oficialmente como asistencia. El mediapunta suele tener una técnica muy depurada, una amplia variedad de regate, y/o una gran capacidad para conducir el balón en velocidad. Por supuesto, suelen tener una buena visión de juego y el último pase es su mejor arma. Muchas veces se animan a marcar goles con sus constantes llegadas al área desde segunda línea, o acompañando al delantero. Un ejemplo de esta posición fue Diego Armando Maradona, que ha sido descrito por la FIFA como un "creador de juego y goleador". Otro caso fue Valentino Mazzola, quien no solo creaba fútbol, sino que también bajaba muy seguido a defender.

## Nomenclaturas

### En Italia
El fútbol italiano aporta una categorización pragmática cuando divide en dos tipos de jugadores mediocampistas, a saber: el tetraquartista (mediocampista ofensivo) y el regista (mediocentro central). Ambos son organizadores del fútbol, y mientras que uno juega para los tres cuartos de cancha, el otro se queda detrás del círculo central.
El tetraquartista —con el dorsal número 10— se posiciona por delante de mediocampo y su cometido es dar pases incisivos a la banda o hacia delante, procurando conducir el ataque, hilar jugadas ofensivas, y, a menudo, marcar goles. Ejemplos de tetraquartistas en Italia son Gianni Rivera, Francesco Totti o Alessandro Del Piero.
El regista o mediocentro organizador —con los dorsales 5, 6 u 8— opera desde una posición más retrasada. No pisan tres cuartos de la cancha, y en ocasiones juegan por detrás de la línea del mediocampo, donde utilizan el espacio y la posesión del balón para orquestar los movimientos de todo el equipo, no solo los ataques a puerta. En Italia, estos jugadores son grandes distribuidores del juego a distancia y aportan organización a la salida al ataque desde la defensa. Ejemplos en Italia son Giancarlo Antognoni, Andrea Pirlo o el español Luis Suárez Miramontes.

### En España
Por su parte, en el fútbol español se habla de mediocentro organizador y mediapunta. Por tanto, se hace una perfecta analogía con las nociones de regista y trequartista. El fútbol español añade también la noción de mediocentro ofensivo para diferenciar a los trequartistas que no necesariamente llegan al gol.

### En Inglaterra
El fútbol inglés utiliza una gran variedad de términos para catalogar a los futbolistas encargados de la elaboración del juego. Entre ellos, se encuentran el de centre midfield y attacking midfield en perfecta analogía con los términos españoles de mediocentro organizador y ofensivo. Sin embargo, la terminología del fútbol inglés es más específica; por ejemplo, se habla del creador de juego como creador de juego y creador de juego profundo. Estos términos se refieren a los registas o volantes que privilegian la fluidez y dinamismo del juego. Ambos términos se refieren al futbolista que elabora y distribuye, pero específicamente es el creador de juego profundo el que se encarga de la distribución del juego a larga distancia y tras la línea de mediocampo. Otro término común en el fútbol inglés es el de holding midfielder, que se acerca a las nociones de volante de contención o volante de salida sudamericano.
Cuando en el fútbol inglés se habla del attacking midfield, se hace en directa relación con el mediocentro de ataque o volante de enlace, que juega de una forma muy limpia y dinámica; y, a su vez, difiere del creative midfield, que juega dentro de espacios más cerrados. Por otro lado, el attacking midfield es un trequartista, a diferencia del creador de juego profundo, pero no es un mediapunta. Para el concepto de media punta, en inglés se utiliza el término deep-lying forward, que se traduce como falso 9.

### En Sudamérica
En el fútbol sudamericano, existen varias denominaciones: por ejemplo, el creador de juego, también el enganche —que literalmente significa 'gancho'—. En el fútbol brasileño, el organizador se llama meia-armador, mientras que el mediocampista ofensivo se llama meia-de-ligação.
En general, en el fútbol sudamericano se habla de volantes. El volante de salida sería una especie de regista italiano, pero con predominancia en la repartición de balones de radio inmediato y pases corto, pues el fútbol sudamericano no juega a la contra ni es tan dinámico como el fútbol italiano. Es importante la ubicación de los volantes de salida en el campo, pues como su nombre lo indica, deben ayudar a la salida y desahogo de la defensa rival, sobre todo si el equipo contrario sube sus líneas y presiona en el campo propio. Así deben ubicarse junto a los volante de corte o la línea de contención. Los volantes de salida en el fútbol sudamericano están llamados a ser la aduana del equipo y juegan protegidos en el fondo del medio campo y la defensa o por el bloque de mediocampistas que sube y baja en ataque y defensa. Estos volantes de salida sudamericanos se hacen indispensables cuando aportan claridad en la salida y manejan los tiempos de distribución. Ellos aseguran el control y la progresión de juego desde defensa al ataque. Grandes ejemplos fueron Cesar Cueto, José Luis Sierra, Didí, David Pizarro y Xavi Hernández. Se destacaban por utilizar el dorsal 6 o la 8.
Además del volante de salida, en Sudamérica destaca el volante de creación parecido al tetraquartista italiano, pero con cualidades muy particulares para del estilo sudamericano. El volante de creación sudamericano es el clásico 10 del fútbol mundial —aunque en algunos países como México y Chile se les pueda otorga el número 8—. Al igual que el volante de salida, aporta elaboración al juego; sin embargo, el 10 juega más expuesto en el ataque y con la intención expresa de destruir la línea defensiva del equipo rival, más que administrar con lateralidad, como lo hace el volante de salida. El volante de creación debe tener una gran visión de campo y saber habilitar de manera incisiva. El volante de salida administra; el volante de creación destruye. El volante de salida debe correr el campo y saber lateralizar; el volante de creación debe ser incisivo y tener calidad con el pase entre líneas. Esta característica de jugar más expuesto es propia del fútbol lírico o el jogo bonito, que privilegia el ataque frente a la defensa. Por otra parte, el volante de creación es el jugador responsable del fútbol que juega su equipo. El estilo sudamericano permite un juego más improvisado en comparación al tacticismo europeo, y el volante de creación representa un estilo que defiende el fútbol basado en individualidades. El 10 clásico es un rebelde por naturaleza que no acepta imposiciones desde la banca, sino más bien él le pone su impronta al equipo. En sí, el volante de creación debe ser agente de elaboración en el ataque, debe ser creativo en el juego ofensivo e incisivo que asegure el control del balón, el tempo y el gol de sus compañeros. Un buen 10 clásico debe tener gran conducción en tres cuartos de cancha, saber jugar de espaldas, tener una privilegiada visión de campo y una enorme inteligencia para romper la línea defensiva rival con sus pases, así como manejar el tempo y la creatividad en la elaboración, porque su cometido es un rol eminentemente cerebral. Una característica que particulariza al volante de creación sudamericano y lo distancia del volante de enlace europeo, es la lentitud para armar la jugada. Ciertamente, en Europa se privilegia la claridad en ataque, lo que significa fluidez en el juego; en contraste, el 10 clásico sudamericano pisa el balón, conduce, levanta la cabeza, pues elabora de forma más compleja y enmarañada. El 10 clásico sudamericano confronta al sistema defensivo del rival con juego muy técnico y más elaborado en pro de triangular, driblear o entregar un pase filtrado capaz de desarmar la línea del offside. Privilegia la elaboración a la claridad, la creatividad ante la fluidez.
La nomenclatura sudamericana cuando se refiere a labores organizativas de juego habla tanto volante de salida como del volante de creación que tiene más relación con el estilo sudamericano porque privilegian la clarificación de jugadas antes que el dinamismo como en el fútbol europeo. Pero también existen las categorías de volantes mixto y del volante de enlace que cumplen labores organizativas, pero con mayor dinámica representando un estilo más táctico. El volante mixto es un mediocampista de contención con mucho despliegue y que cumple labores organizativas cuando su equipo no se forma con un tetraquartista en cancha. El volante mixto cuando se despliega con el balón en los pies, aporta elaboración de fútbol con mucha dinámica, pero apenas su equipo pierde la pelota, ellos deben preocuparse de recuperar posiciones, pues en si, el volante mixto representa un estilo mucho más contenido.
Por último, y siguiendo con el tema del volante de salida y el volante de creación sudamericanos, se les denomina a ambos como volantes tácticos. Como ya se dijo, son quienes manejan el tempo del equipo y lo dirigen como verdaderos directores técnicos dentro del campo. Si su equipo gana 2-0 en el segundo tiempo, el 10 querrá quitarle velocidad al juego y dormir la pelota con toques cortos laterales o hacia atrás. Esto porque no hay mejor manera de cuidar un resultado que tener la pelota. Si el juego está empatado, es probable que el 10 busque lateralizar hasta obligar al rival a salir de su encierro para ahí sí enviar un pase entre líneas. Y si su equipo va perdiendo, y el rival se agrupa atrás, el 10 agilizará un traslado más vertical hacia las inmediaciones del área contraria. Allí podrá intentar un remate desde afuera, abrir el juego hacia las bandas para generar centros sobre el área, o desnivelar con gambetas o regates.
El volante de enlace, también conocido como enganche, es un tetraquartista cuya principal labor es la organización de juego. Quizás no tiene tanto despliegue como lo tiene un volante mixto o en volante con llegada, pero si tiene dinámica y limpieza en la elaboración de jugadas. En muchas ocasiones estos jugadores son los únicos encargados de organizar el fútbol cuando su equipo prefiere tener una disposición defensiva. En si el volante de enlace es futbolista paradigmático para el resto de su equipo, porque debe ser la proyección del director técnico dentro la cancha y es esto lo que más le diferencia con el volante de creación, porque el enganche dirige limpiamente las jugadas proyectando por la táctica, en cambio el 10 clásico improvisa y enmaraña el fútbol en el mismo momento que va teniendo oportunidades. Esta diferencia no es menor, porque a la larga define que el fútbol del volante de enlace es más adecuado a la dinámica y el fútbol del volante de creación se detiene en la elaboración de la jugada y el manejo de los tiempos.
El volante con llegada —también llamado mediapunta— es un tetraquartista que cumple obligaciones defensivas y de ataque. A diferencia del volante de creación y el volante mixto, este jugador tiene la obligación de marcar goles, por tanto algunos analista lo cuentan como delantero y se vuelve un jugador muy valioso para distintos esquemas futbolísticos. El volante con llegada también cumple la función de repartir pelotas en la zona de ataque, pero no tiene el mismo grado de responsabilidades, ni mantiene el mismo ritmo de juego que un volante de creación. Un claro ejemplo es el argentino Federico Mancuello.

## Organizadores y tácticas
Este tipo de centrocampistas no suelen destacar por su lucha o la capacidad defensiva. Sus virtudes son otras, como la de ser capaz de hacer jugar a un equipo, o decidir un partido con un balón al hueco. En una formación 4-4-2 un creador de juego por lo general juega al lado de un centrocampista de corte defensivo para asegurar que el equipo no es vulnerable al ataque. Sin embargo, con formaciones diferentes, un equipo puede jugar con varios organizadores. Por ejemplo, en el 4-3-3, puede haber un jugador de corte defensivo (mediocentro), que se posicione en el centro del campo, acompañado de dos interiores (mediocentros organizadores) que se encargan de hacer jugar al equipo. En el fútbol español suele haber un jugador que se encarga de organizar las jugadas ofensivas de su equipo, y se conoce como mediocentro organizador, motor del equipo o 'cerebro'. En las diferentes formaciones, puede haber más o menos jugadores con habilidades para crear juego, dependiendo de las características del equipo, de la táctica y del rival.